# Harry Woodward (Fußballspieler, 1886)
Henry „Harry“ Woodward (* 1. Quartal 1886 in Gentleshaw; † 1918) war ein englischer Fußballspieler.

## Karriere
Woodward kam über West Cannock, bei denen er 1907 eine Meistermedaille der Walsall & District Junior League erhielt, zu den Stafford Rangers, für die er spätestens ab April 1907 spielte, und die Saison 1907/08 in der Birmingham Combination bestritt. Bei seinem Abgang vermerkte der Staffordshire Sentinel: „[Woodward] war ein sicherer Verteidiger, der ein konstantes Spiel spielte und allgemein am besten war, wenn die Dinge für seine Seite schlecht liefen“. Im Sommer 1908 wechselte er zum Ligakonkurrenten Hednesford Town. Woodward erhielt von Hednesfords Anhängern den Spitznamen „Nudger“ (dt. etwa Anstupser) und machte mit seinen Leistungen auch schnell überregionale Klubs auf sich aufmerksam. Bei einem Pokalspiel im Birmingham Senior Cup gegen die Reserve von West Bromwich Albion befanden sich im Oktober 1908 Verantwortliche des Zweitdivisionärs FC Burnley unter den Zuschauern und nur wenig später stimmte Burnley-Manager Spen Whittaker für Woodwards Dienste der Zahlung einer Ablösesumme von 100 £ sowie der Austragung eines Freundschaftsspiels zu.
In den folgenden zwei Spielzeiten kam er bei Burnley nie über die Rolle des Ersatzmanns hinaus, neben zwei Einsätzen als Vertretung des rechten Verteidigers Fred Barron kam er auch einmal auf der linken Verteidigerposition als Ersatz für Tommy Splitt zum Einsatz. In der Saison 1908/09 spielte er zudem insgesamt 19-mal für Burnleys Reserveteam, das in der Lancashire Combination antrat, und erzielte einen Treffer, zumeist bildete er mit William Howarth das Verteidigerpaar. Auch in der folgenden Saison trat er regelmäßig für die Reservemannschaft an. 1910 verließ er Burnley nach drei Zweitligaeinsätzen wieder und kehrte zu Hednesford Town zurück, zum Jahresende hin trat er mehrfach für den FC Walsall in der Second Division der Southern League in Erscheinung.